# Yoshio Tarui
Yoshio Tarui (樽井 芳雄, Tarui Yoshio, 1902 - 1977) est un photographe japonais renommé.

## Source
- (en) Cet article est partiellement ou en totalité issu de l’article de Wikipédia en anglais intitulé « Yoshio Tarui » (voir la liste des auteurs).